# Функція Розенброка

Графік функції Розенброка для двох змінних. В даному прикладіі, а мінімальне значення функції дорівнює нулю і досягається в координатах.

Функція Розенброка у математичній оптимізації — неопукла функція, яка використовується для тестування продуктивності алгоритмів оптимізації. Була представлена Говардом Розенброком у 1960 році.
Глобальний мінімум функції знаходиться всередині довгої вузької плоскої фігури параболічної форми. Що робить складним пошук шлях до глобального мінімуму для алгоритмів оптимізації.
Функція визначається як:
{\displaystyle f(x,y)=(a-x)^{2}+b(y-x^{2})^{2}}
Функція має глобальний мінімум при {\displaystyle (x,y)=(a,a^{2})}, де {\displaystyle f(x,y)=0}. Зазвичай ці параметри встановлюються так, що {\displaystyle a=1} і {\displaystyle b=100}. Але тільки в тривіальному випадку, де {\displaystyle a=0}, функція симетрична, а мінімум знаходиться в початку координат.

## Багатовимірні узагальнення
Зазвичай зустрічаються два варіанти.

Анімація функції Розенброка трьох змінних

Ця багатовимірна функція є сумою {\displaystyle N/2} незв'язаних 2D функцій Розенброка, і визначається лише для парних {\displaystyle N}:
{\displaystyle f(\mathbf {x} )=f(x_{1},x_{2},\dots ,x_{N})=\sum _{i=1}^{N/2}\left[100(x_{2i-1}^{2}-x_{2i})^{2}+(x_{2i-1}-1)^{2}\right].}
Цей варіант має передбачувано прості рішення.
Другий, більш складний варіант:
{\displaystyle f(\mathbf {x} )=\sum _{i=1}^{N-1}[100(x_{i+1}-x_{i}^{2})^{2}+(1-x_{i})^{2}],\quad {\text{де}}\quad \mathbf {x} =(x_{1},\ldots ,x_{N})\in \mathbb {R} ^{N}.}
має рівно один мінімум для {\displaystyle N=3} (при {\displaystyle (1,1,1)}) і рівно два мінімуми для {\displaystyle 4\leq N\leq 7} — глобальний мінімум при {\displaystyle (1,1,...,1)} і локальний мінімум поблизу {\displaystyle {\hat {\mathbf {x} }}=(-1,1,\dots ,1)}. Цей результат отримано шляхом встановлення градієнта функції рівним нулю, зауваживши, що отримане рівняння є раціональною функцією {\displaystyle x}. Для маленьких {\displaystyle N} поліноми можна визначити точно, а теорему Штурма можна використати для визначення кількості справжніх коренів, тоді як корені можуть бути обмежені в області {\displaystyle |x_{i}|<2.4}. Для більшого {\displaystyle N} цей метод не працює через велике значення задіяних коефіцієнтів.

## Стаціонарні точки
Багато стаціонарних точок функції демонструють правильну закономірність під час побудови. Цю структуру можна використати, щоб знайти їх.

## Приклади оптимізації

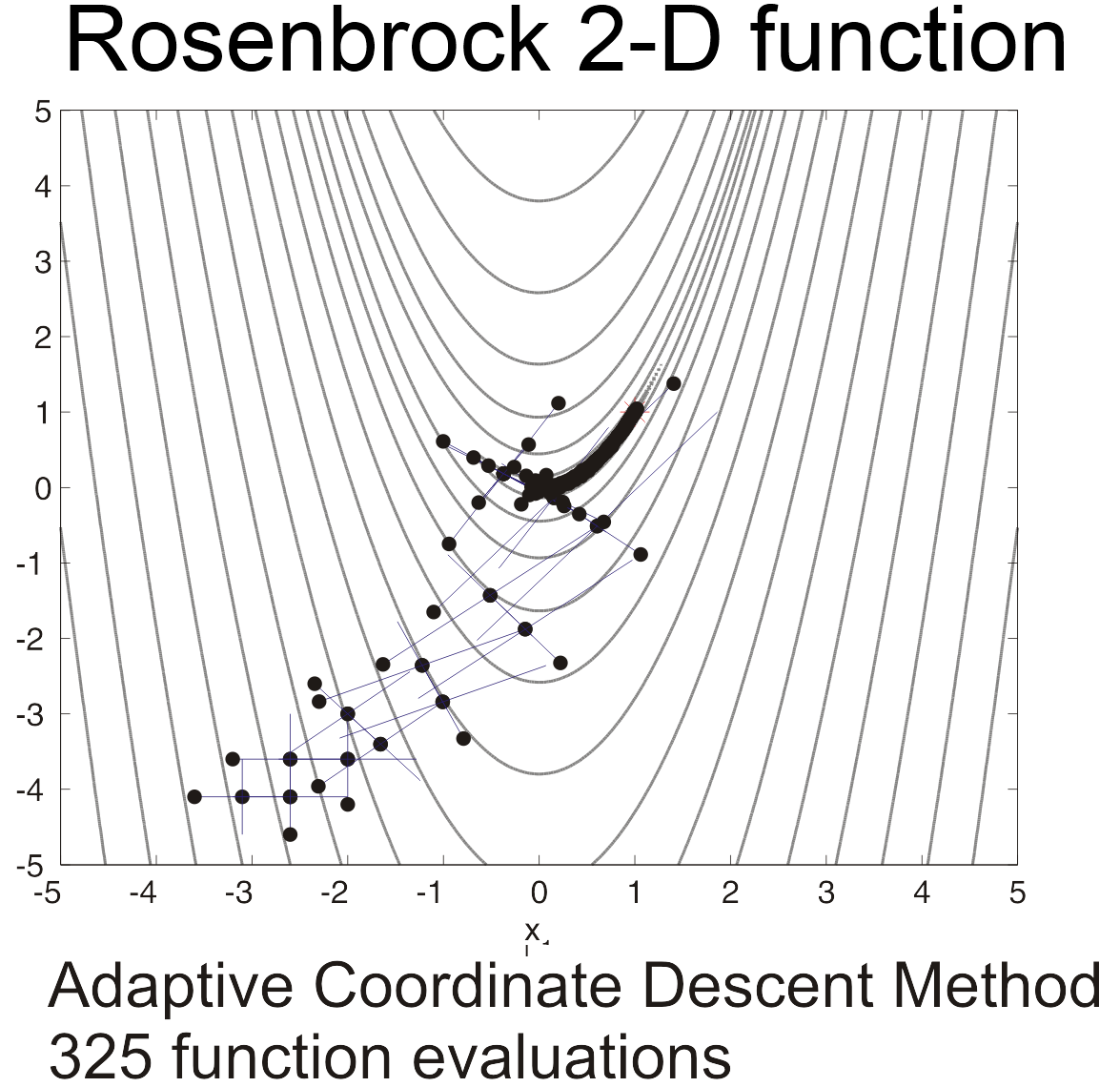

Метод Нелдера-Міда, застосований до функції Розенброка

Функцію Розенброка можна ефективно оптимізувати шляхом адаптації відповідної системи координат без використання будь-якої інформації про градієнт і без побудови локальних апроксимаційних моделей (на відміну від багатьох оптимізаторів без похідних). Наступний малюнок ілюструє приклад двовимірної оптимізації функції Розенброка за допомогою адаптивного спуску координат від початкової точки {\displaystyle x_{0}=(-3,-4)}. Розв'язок зі значенням функції {\displaystyle 10^{-10}} можна знайти після 325 оцінок функцій.

Використання методу Нелдера–Міда з початкової точки {\displaystyle x_{0}=(-1,1)} з регулярним початковим симплексом. Мінімум знайдено зі значенням функції {\displaystyle 1.36\cdot 10^{-10}} після 185 оцінок функцій. 